# پلتفرم هواشناسی

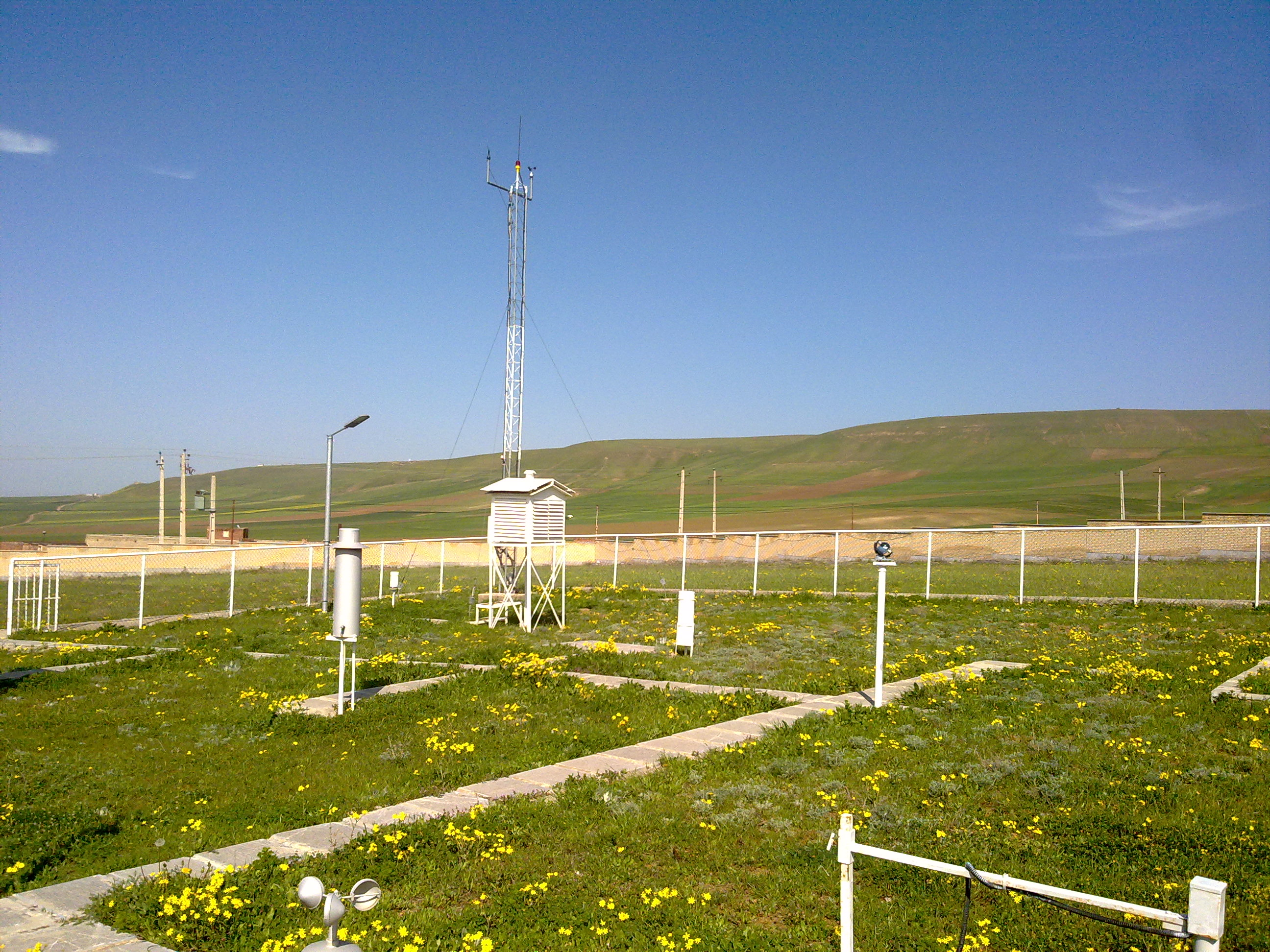
پلتفرم ایستگاه هواشناسی گرمی

پلتفرم هواشناسی یا سکوی هواشناسی قسمتی از ایستگاه هواشناسی است که در آن اکثر دستگاهها و وسایل هواشناسی نصب شده و در آنجا اندازه گیری ها و دیده بانی های عوامل جوی انجام می گیرد.
طبق توصیه های سازمان جهانی هواشناسی موقعیت قرار گرفتن کلیه دستگاههای هواشناسی بر روی سکوی هواشناسی باید در سرتاسر شبکه جهانی هواشناسی مشابه هم باشد تا آمار و ارقام کلیه ایستگاههای هواشناسی قابل مقایسه باشند.برای این منظور سکوهای هواشناسی از نقطه نظر اندازه، محصور بودن و طرز قرار گرفتن دستگاهها و زمان دیدبانی یکسان بوده و بعلاوه محل ایستگاه باید طوری انتخاب شود که دیدبانی اوضاع جوی آن محل معرف هوای منطقه وسیعی از آن محیط باشد.

## ابعاد پلتفرم هواشناسی
جایگاه استاندارد هواشناسی باید از زمین مربع شکل به ابعاد ۲۶*۲۶ متر تشکیل گردد که کاملاً هموار و فاقد هر نوع پستی و بلندی باشد. دوضلع مربع درست در جهت شمال - جنوب جغرافیایی و دو ضلع دیگر آن در امتداد شرق - غرب می باشد. و زمین سکو باید همان ویّژگیهایی را داشته باشد که محیط آن داراست. 